# Leșceativ, Sokal
Leșceativ (în ucraineană Лещатів) este un sat în comuna Bobeatîn din raionul Sokal, regiunea Liov, Ucraina. Satul este situat în nordul regiunii istorice Galiția.

## Demografie
Componența lingvistică a localității Leșceativ
     Ucraineană (100%)
Conform recensământului din 2001, toată populația localității Leșceativ era vorbitoare de ucraineană (100%).